# Gaffeltakelung

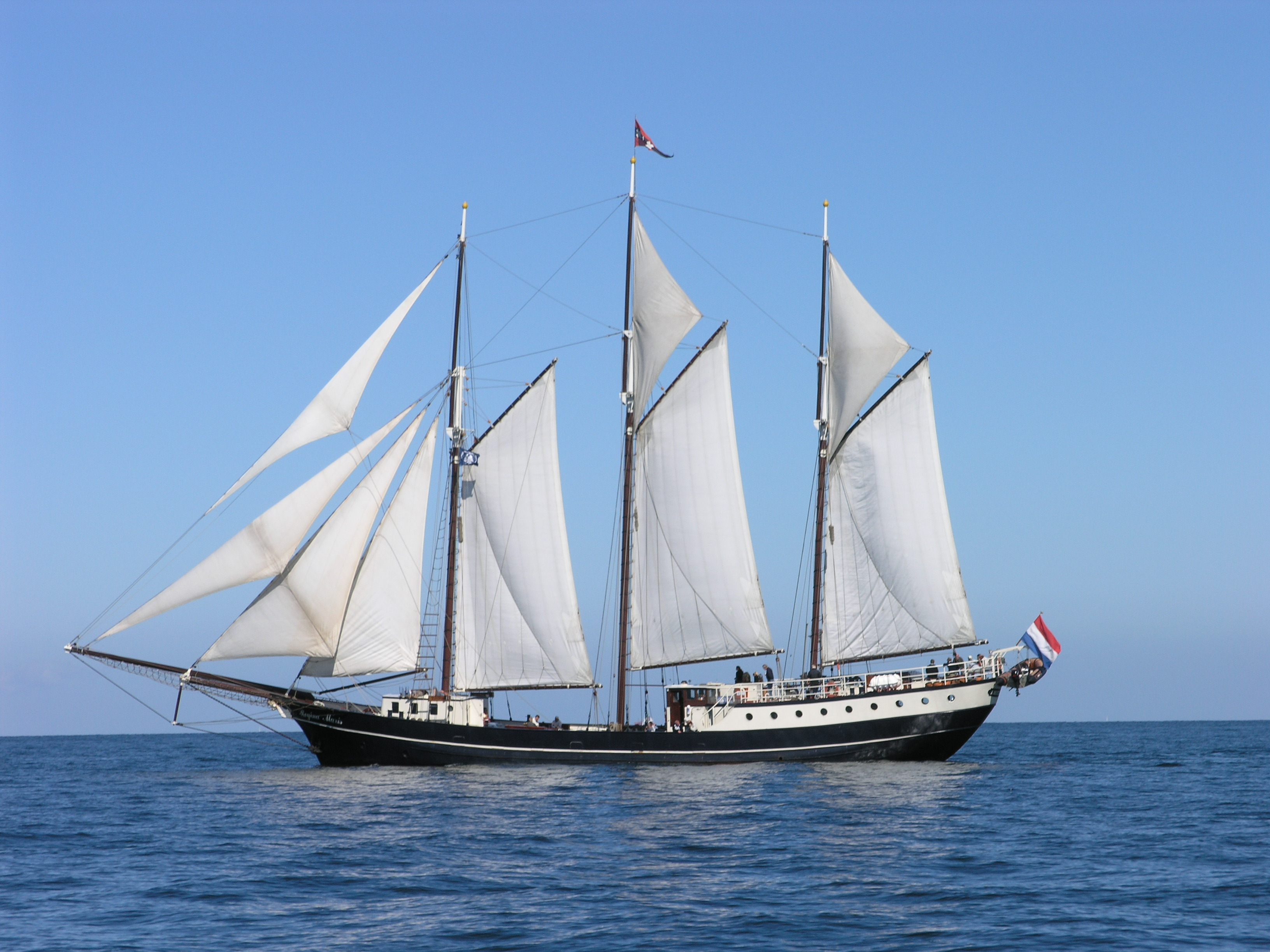
Schoner mit Gaffeltakelung Regina Maris – drei Gaffelsegel; das vordere der drei Gaffeltoppsegel ist nicht gesetzt

Die Gaffeltakelung ist eine Takelungsart von Segelschiffen, die vermutlich im 17. Jahrhundert entstand und in der ersten Hälfte des 20. Jahrhunderts weitgehend durch die Hochtakelung abgelöst wurde.
Der Begriff Gaffel (nl./nds. für Gabel) bezeichnet eine verschiebbar an einem Mast befestigte, schräg nach oben ragende Spiere (Rundholz), an der die Gaffeltakelung eindeutig erkennbar ist.

## Bestandteile und Bezeichnungen

Gaffelsegel mit: 1 Gaffel, 2 Piek, 3 Gaffeltoppsegel, 4 Klau, 5 Piekfall, 6 Klaufall, 7 Mast, 8 Lümmelbeschlag, 9 Baum, 10 Nock; (Gatchen fehlen)

Das unregelmäßig viereckige Segel wird zwischen Gaffel und Baum aufgespannt. Da es in der Längsrichtung des Schiffes gesetzt wird, zählt es zu den Schratsegeln. Seine vier Lieken („Segelkanten“) heißen Vorliek, Unterliek, Achterliek, Oberliek, die Ecken Klauohr, Hals, Schothorn und Piek. Eine weitere Bezeichnung für das Unterliek ist Baumliek, für das Vorliek Mastliek. Das Gaffelsegel ist vollständig vom Schiffsdeck aus und dadurch von kleineren Mannschaften bedienbar. Zum Setzen des Segels wird die Gaffel mit zwei Fallen, Piekfall und Klaufall, parallel zum Baum angehoben. Erst wenn die Klau an ihrer Endposition angelangt ist, wird die Gaffel mit dem Piekfall aufgerichtet.

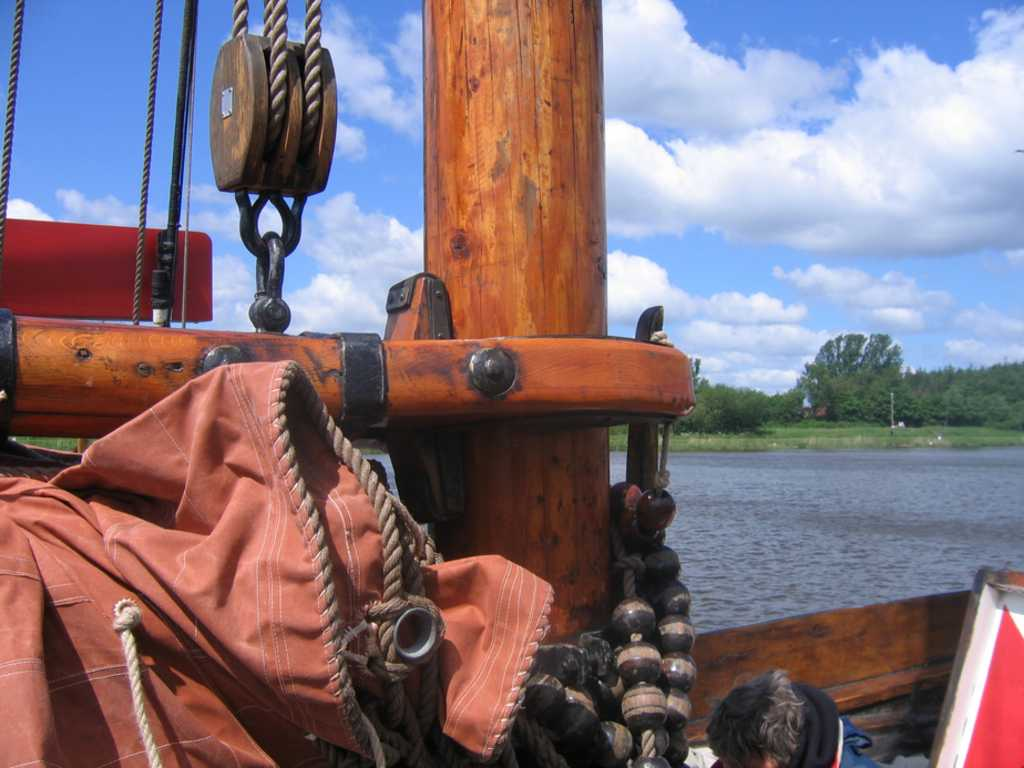
Klau einer Gaffel

Die Gaffelklau stellt eine Verbindung zwischen Gaffel und Mast in der Weise her, dass die Gaffel gegenüber dem Mast schwenkbar sowie in Höhe und Neigung veränderbar bleibt. Die Klau wurde ursprünglich aus einer starken Astgabel, später aus gezimmertem Holz, Gusseisen oder Stahl hergestellt. Ist die Klau als separates Teil gefertigt, wird auch von einem Gaffelschuh gesprochen. Das entgegengesetzte Endstück der Gaffel heißt Piek.
Oberhalb des Gaffelsegels, zwischen Gaffel und Mast, lässt sich häufig ein Gaffeltoppsegel setzen. Es handelt sich dabei um ein leichtes Segel, welches entweder als Drei- oder Vierkanttoppsegel geschnitten ist. Das Segel kann entweder fest am Masttopp (dem obersten Teil des Mastes) angebracht sein oder fliegend gefahren werden. Letzteres bedeutet, dass keine Kante des Segels fest mit dem Rigg verbunden ist. Um das Segel größer schneiden zu können, als es die äußersten Spitzen von Mast und Gaffel zulassen würden, kann man es an Spieren anschlagen. Die Spiere am Vorliek wird dann Toppsegelspiere oder auch Topprah genannt. Wird eine Spiere am Unterliek angeschlagen, heißt sie Fußrah.

## Eigenschaften
Zum Vergleich zur heute üblichen Hochtakelung: siehe Hochtakelung
Der das Segel tragende Mast muss in der Regel mit zwei Backstagen gegen das Umkippen nach vorne gesichert werden. Je nach Bauart müssen diese Stagen entweder bei jeder Wende, spätestens aber ab Kursen achterlicher als raumschots bedient werden. Dadurch, dass meist nur der Baum über Schoten auf einer bestimmten Position fixiert wird, während die Gaffel weiter nach Lee ausweht, verwindet sich das Segel. Dies hat Einfluss auf die aerodynamischen Eigenschaften des Segels (siehe auch Schränkung). Das Auswehen wie auch übermäßiges Hin- und Herschwingen kann mit einer Gaffelgeer (oder Gaffelgei) – einem Tau, das von der Piek herunter, oft an die Bordwand führt – kontrolliert werden, das Anbringen derselben bedeutet aber weiteren Windwiderstand im Segel und zusätzliche Arbeitsbelastung für die Mannschaft während der Manöver.

## Entwicklung der Gaffeltakelung

### Entstehung
Zur Entstehung des Gaffelsegels bestehen drei Theorien. Ein Ansatz besagt, dass sie im 17. Jahrhundert in Holland als Weiterentwicklung der Lateinertakelung entstand. Eine andere Theorie geht davon aus, dass es sich aus dem Sprietsegel entwickelte. Die Unzufriedenheit darüber, dass das Segel an der Spiere aufliegt, wenn sich die Spiere in Lee vom Segel befindet, soll dazu geführt haben, dass die Spiere immer höher gefahren wurde, bis sie schließlich in der heute bekannten Endposition lag. Die dritte Annahme sieht den Ursprung in der Luggertakelung, deren Arbeitsintensität eine Weiterentwicklung erforderlich machte. Oft waren die gebräuchlichen Segel so groß, dass sie nur von einer großen Mannschaft bedient werden konnten; weiterhin musste die Spiere bei jeder Wende auf die andere Seite des Schiffsmastes gebracht werden, was nur mit erheblichem Arbeitsaufwand gelang.

### Weiterentwicklung zur Hochtakelung
Eine Weiterentwicklung des Gaffelriggs ist das Bermuda- oder Hochrigg mit Dreieckssegeln, dessen Siegeszug im Segelsport um 1910 begann. Aufgrund seiner Vorteile dauerte es lediglich 15 Jahre, bis das Hochrigg zur dominierenden Takelungsart heranreifte und die Gaffeltakelung weitgehend verdrängte. Aber auch aus anderen Gründen sind gaffelgetakelte Schiffe heute eher selten zu sehen: Der berufsschifffahrtliche Zweig, der mit wesentlich schwereren Schiffen arbeitet und auch sonst deutlich andere Anforderungen an das verwendete Material stellt, wurde in dieser Epoche immer weiter motorisiert, so dass dort (Gaffel-)Segel höchstens als Stützsegel, beispielsweise auf Fischkuttern, überlebten.

## Sonderformen

### Kombination mit Rahsegeln
Neben den rein gaffelgetakelten Slups (Einmastern), Ketschen und Gaffelschonern ist die Gaffeltakelung auf zweifache Weise mit Rahsegeln – das heißt mit viereckigen, quer zum Schiff angeschlagenen Segeln – kombiniert worden, um die Vorteile von Schrat- wie auch Rahsegeln nutzen zu können (siehe Schratsegel: Vergleich zu Rahsegeln). Toppsegelschoner (auch Rahschoner) haben ebenfalls an allen Masten Gaffelsegel, aber mindestens über einem Gaffelsegel ein oder mehrere Rahsegel; die betreffenden Masten tragen kein Gaffeltoppsegel. Außerdem gibt es mehrere Schiffstypen, bei denen mindestens ein Mast gaffelgetakelt und mindestens ein weiterer komplett rahgetakelt ist; bekannt sind vor allem Bark, Schonerbark (Barkentine) und Brigantine.

### Steilgaffelrigg

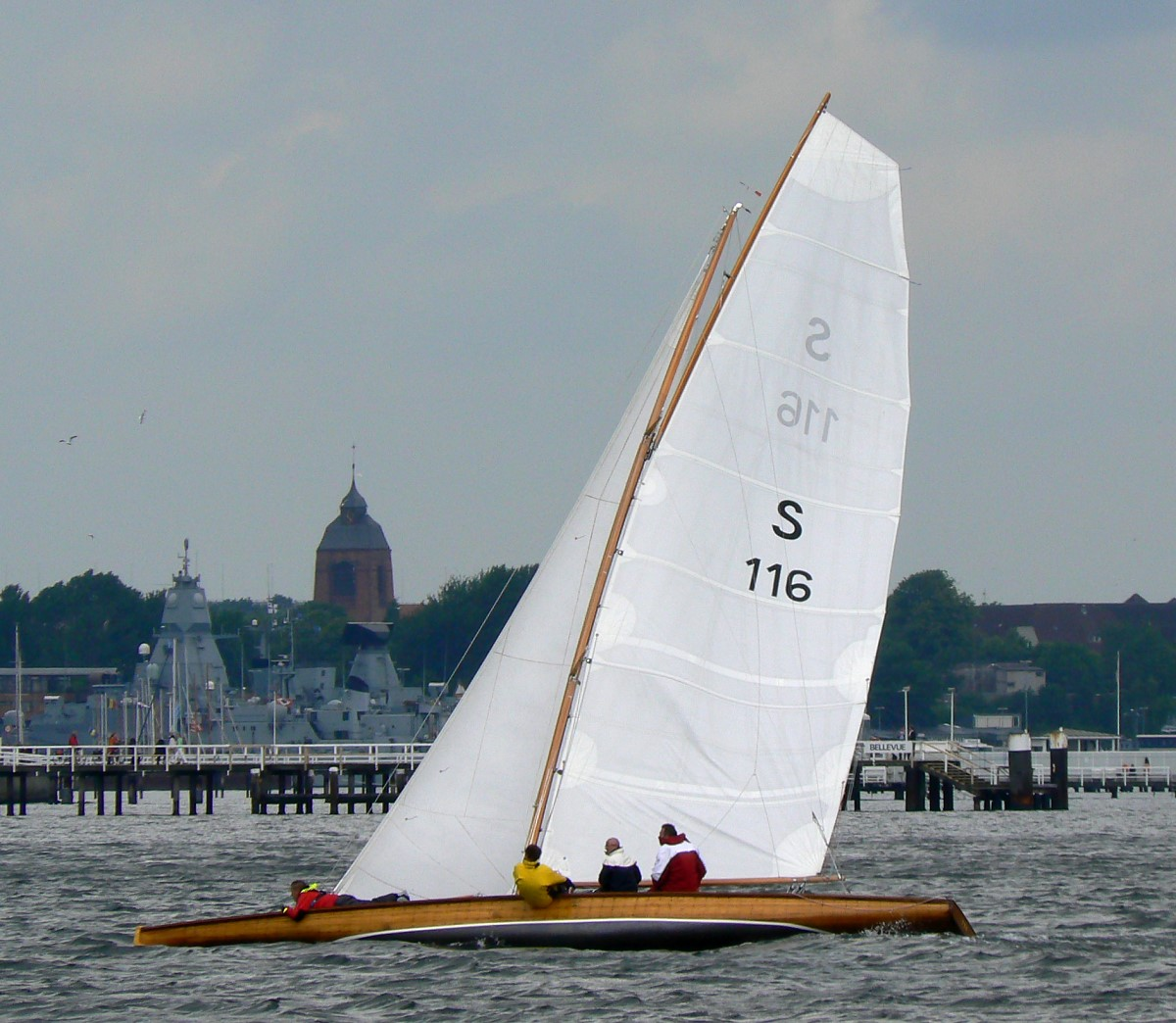
Steilgaffelrigg.
Das Bild zeigt ein Boot der Sonderklasse, die 1922 gebaute Pia.

Von der üblichen Gaffeltakelung, bei der die Gaffel in einem großen Winkel zum Mast geführt wird, unterscheidet sich das Rigg mit einer nahezu senkrecht aufragenden Steilgaffel, mit dem ein Fahrzeug höhere Kurse zum Wind fahren kann.
Formen eines Steilgaffelriggs sind das frühamerikanische Huari-Rigg und das Gunter-Rigg. Letzteres stammt aus dem England des 17. Jahrhunderts, wird aber auch heute noch bei kleinen, trailerbaren Jollen verwendet, um die Mastlänge zu begrenzen. Die lange Gaffel wird bei ihm im Gaffelschuh fast senkrecht aufgerichtet, so dass optisch der Eindruck eines hochgetakelten Bootes entsteht.
Das Steilgaffelrigg erlebte vor allem auf den Regattayachten zu Beginn des 20. Jahrhunderts seine Blüte, die dann aber in vielen Fällen, wie etwa bei den verschiedenen Klassen der Schärenkreuzer, bald vom Marconi-Rigg abgelöst wurden.